# Canon van Leeuwarden
De Canon van Leeuwarden is een lijst van 25 onderwerpen, 'vensters' geheten, met daarin de meest bijzondere gebeurtenissen, gebouwen en personen in de geschiedenis van Leeuwarden. 
De Canon van Leeuwarden is een plaatselijke variant op de provinciale Canon van Friesland en de landelijke Canon van Nederland in navolging van enkele andere Nederlandse steden. Het overzicht is een selectie voor het geschiedenisonderwijs. Het is een initiatief van het Historisch Centrum Leeuwarden, met medewerking van Tresoar en het Fries Museum. Het werd gepresenteerd op 14 november 2023.

## De 25 vensters
|    | Tijdvak                     | Onderwerp                      | Omschrijving | Afbeelding                                        |
| -- | --------------------------- | ------------------------------ | --- | ------------------------------------------------- |
| 1  | 800 v. Chr. tot 300 n. Chr. | Leven op terpen                | De eerste bewoners van Leeuwarden Terp Oldehove                                                                                        |                                                   |
| 2  | 0-1300                      | De Middelzee                   | Leeuwarden leeft met het water | Middelzee                                         |
| 3  | 1200                        | De Cammingha's                 | Een rijke familie in Leeuwarden Camminghaslot, het Camminghahuis, Camminghastraat, de wijk Camminghaburen en de voetbalclub SC Cambuur | Camminghaslot Ballum                              |
| 4  | 1435                        | Leeuwarden wordt een stad      | Van terpdorpen naar middeleeuwse stad                                                                                                  | Terpdorpen Leeuwarden                             |
| 5  | 1487                        | Het Bieroproer                 | Kleine burgeroorlog in Leeuwarden Schieringers en Vetkopers                                                                            | Amelandhuis                                       |
| 6  | 1529                        | De Oldehove                    | Scheef, krom en niet af | Oldehove                                          |
| 7  | 1560-1620                   | Willem Lodewijk                | Us Heit in oorlogstijd Tachtigjarige Oorlog, Us Heit (standbeeld)                                                                      | Willem Lodewijk                                   |
| 8  | 1586                        | De Slag bij Boksum             | Vechten tegen Spanje | Slag bij Boksum                                   |
| 9  | 1592-1661                   | Wybrand de Geest               | Schilder van het Friese Hof Ernst Casimir (ca. 1635), Hendrik Casimir (ca. 1632) en Willem Frederik (1632).                            | Wybrand de Geest, zelfportret                     |
| 10 | 1646                        | De Harlingertrekvaart          | Leeuwarden meer en meer verbonden | Trekschuit in Leeuwarden                          |
| 11 | 1688-1765                   | Maria Louise van Hessen-Kassel | Geliefde prinses in Leeuwarden, Marijke muoi                                                                                           |                                                   |
| 12 | 1752-1823                   | Jacobus Martinus Baljée        | Weldoener en slavenhouder Nieuwe Stadsweeshuis, Batavia                                                                                | Nieuwe Stadsweeshuis                              |
| 13 | 1752                        | De Leeuwarder Courant          | De oudste krant van Nederland? | Gebouw Leeuwarder Courant aan de Voorstreek, 1979 |
| 14 | 1786-1795                   | De patriotten                  | In opstand tegen de stadhouder Grafkelder van de Friesche Nassaus en de volkswoede in 1795                                             | Volkswoede in 1795                                |
| 15 | 1786-1821                   | Titia Bergsma                  | 'Supermodel' in Japan | Titia Bergsma                                     |
| 16 | 1831-1882                   | Geesje Feddes                  | Strijder voor vrouwenrechten | Geesje Feddes                                     |
| 17 | 1860-1930                   | Pieter Jelles Troelstra        | Succesvol politicus, mislukte revolutieleider                                                                                          | Pieter Jelles Troelstra, 1926                     |
| 18 | 1876-1917                   | Mata Hari                      | Friese superster (of superspion?) | Mata Hari, 1910                                   |
| 19 | 1881                        | Lapkepoepen                    | Nieuwe bewoners van Leeuwarden Duitse handelaren Lapke=textiel (linnen, C&A). Poepen = volkse benaming voor Duitsers                   |                                                   |
| 20 | 1909                        | De Elfstedentocht              | De tocht der tochten | Finish van de Elfstedentocht, 1956                |
| 21 | 1938                        | Vliegbasis Leeuwarden          | Van luchthaven tot militair terrein | Vliegbasis Leeuwarden, 2018                       |
| 22 | 1940-1945                   | De Tweede Wereldoorlog         | Leeuwarden in oorlogstijd | Verwelkoming van het Canadese het leger           |
| 23 | 1951                        | Kneppelfreed                   | Strijd om de Friese taal | Fedde Schurer gedicht                             |
| 24 | 2002                        | De Achmeatoren                 | Het hoog(s)tepunt van Leeuwarden | Achmeatoren                                       |
| 25 | 2018                        | Culture Hoofdstad              | Leeuwarden op de kaart gezet | Opening Culture Hoofdstad                         |

De canon van Leeuwarden en de canon van Friesland hebben zes onderwerpen gemeen: leven op terpen, Maria Louise van Hessen-Kassel, Pieter Jelles Troelstra, Mata Hari, de Elfstedentocht en Kneppelfreed.